# Геліотроп еліптичний
Геліотроп еліптичний (Heliotropium ellipticum) — вид рослин з родини шорстколистих (Boraginaceae), поширений у південно-східній Європі, західній, південно-західній і середній Азії.

## Опис
Однорічна рослина 15–40 см. Віночок 3.5–4 мм довжиною. Рильця маточки майже сидячі, коротко запушені. Горішки голі, з дрібнозернистою поверхнею, б. м. ямчато-ніздрюваті.

## Поширення
Поширений у південно-східній Європі (Молдова, Україна, Росія), західній, південно-західній і середній Азії.
В Україні вид зростає на приморських і річкових пісках — у південній частині степу, б.-м. зазвичай; у Лісостепу, рідко, як занесення (окр. Харкова, Мерефи).